# C14orf166
C14orf166 (англ. Chromosome 14 open reading frame 166) – білок, який кодується однойменним геном, розташованим у людей на короткому плечі 14-ї хромосоми.  Довжина поліпептидного ланцюга білка становить 244 амінокислот, а молекулярна маса — 28 068.
| 10         |  | 20         |  | 30         |  | 40         |  | 50         |
| ---------- |  | ---------- |  | ---------- |  | ---------- |  | ---------- |
| MFRRKLTALD |  | YHNPAGFNCK |  | DETEFRNFIV |  | WLEDQKIRHY |  | KIEDRGNLRN |
| IHSSDWPKFF |  | EKYLRDVNCP |  | FKIQDRQEAI |  | DWLLGLAVRL |  | EYGDNAEKYK |
| DLVPDNSKTA |  | DNATKNAEPL |  | INLDVNNPDF |  | KAGVMALANL |  | LQIQRHDDYL |
| VMLKAIRILV |  | QERLTQDAVA |  | KANQTKEGLP |  | VALDKHILGF |  | DTGDAVLNEA |
| AQILRLLHIE |  | ELRELQTKIN |  | EAIVAVQAII |  | ADPKTDHRLG |  | KVGR       |

A: Аланін

C: Цистеїн

D: Аспарагінова кислота

E: Глутамінова кислота

F: Фенілаланін

G: Гліцин

H: Гістидин

I: Ізолейцин

K: Лізин

L: Лейцин

M: Метіонін

N: Аспарагін

P: Пролін

Q: Глутамін

R: Аргінін

S: Серин

T: Треонін

V: Валін

W: Триптофан

Задіяний у таких біологічних процесах як взаємодія хазяїн-вірус, транскрипція, регуляція транскрипції. 
Білок має сайт для зв'язування з РНК. 
Локалізований у цитоплазмі, цитоскелеті, ядрі.